# Stare Dzierzążno
Stare Dzierzążno (deutsch Gresonse) ist ein Ortsteil des Dorfs Stara Wiśniewka (Lugetal) in der Landgemeinde Zakrzewo im Powiat Złotowski (Flatower Kreis) der polnischen Woiwodschaft Großpolen.

## Geographische Lage
Das Dorf liegt im Netzedistrikt im ehemaligen Westpreußen, etwa 160 Kilometer östlich von Stettin, sieben Kilometer nördlich der Stadt Złotów (Flatow), acht Kilometer westlich des Dorfs Zakrzewo (Buschdorf) und zwei Kilometer nordwestlich des Dorfs Stawnica (Stewnitz).

## Geschichte

Dorf Gresonse nördlich der Stadt Flatow auf einer Landkarte von 1914

Ältere Ortsbezeichnungen sind Dźwierzno (1491) und Dzierzążno (1653). Die Ortschaft gehörte früher zum Güter-Komplex der Herrschaft Flatow.
Besitzerin der Flatower Güter war am Anfang des 17. Jahrhunderts die Familie Potulicki, die sich auf dem Vorwerk Flatow ein neues Schloss erbaute. 1619 besaß Johannes Potulicki die Herrschaft, 1642 wird Siegesmund Grudzinski und 1650 Andreas Carl Grudzinski als ihr Eigentümer genannt, 1688 Matthias Działiński und 1714 Joseph Działiński. Die Familie Działiński ließ die Flatower Güter 1772 von dem ehemaligen sächsischen Obristen Friedrich Wilhelm Freiherr von Mehling verwalten, der mit August II. nach Polen gekommen war, im Schloss zu Pottlitz bei Flatow wohnte und später als Generalpächter des Güter-Komplexes fungierte. Die Pachtgebühr für eine dreijährige Pacht hatte für ihn 45.000 Taler betragen. 1783 war Grundherr der Güter der Kriegs- und Domänenrat von Fahrenheid zu Königsberg i. Pr. 1798 kaufte der Ritterschaftsrat von Gebhardt die Herrschaft Flatow. Am 1. Juli 1820 gingen die Flatower Güter in den Privatbesitz des preußischen Königshauses über. König Friedrich Wilhelm III. schenkte die Flatower Güter seinem dritten Sohn, dem Prinzen Carl von Preußen, von dem sie Prinz Friedrich Karl von Preußen, und von diesem, Prinz Friedrich Leopold von Preußen erbte.
Pachtbesitzer von Gresonse sowie des Nachbarguts Stewnitz war 1774–1780 der Rittmeister a. D. Gebhard Leberecht von Blücher (1742–1819) gewesen, der in Gresonse mit seiner Frau einen Hausstand gegründet hatte. Blücher hatte in erster Ehe die Tochter des Generalpächters von Mehling geheiratet und von seinem Schwiegervater die beiden Güter Gresonse und Stewnitz in Unterpacht genommen.
Im Jahr 1896 war Prinz Friedrich Leopold von Preußen Eigentümer des Guts Gresonse, der es an den Domänenpächter Otto Petrich verpachtet hatte.
Am 1. April 1927 betrug die Flächengröße des Guts Gresonse 574 Hektar, und 1925 wohnten im Gutsbezirk 133 Personen.
Um 1930 war das Gemeindegebiet von Gresonse 11,5 Quadratkilometer groß. Innerhalb der Gemeindegrenze standen insgesamt 38 bewohnte Wohnhäuser an vier verschiedenen Wohnplätzen:
1. Forsthaus Gresonse
2. Gresonse
3. Gut Gresonse
4. Neu Gresonse

Im Jahr 1945 gehörte das Dorf Gresonse zum Landkreis Flatow, bis 1939 zum Regierungsbezirk Marienwerder, danach zum Regierungsbezirk Grenzmark Posen-Westpreußen der preußischen Provinz Pommern des Deutschen Reichs. Gresonse war dem Amtsbezirk Stewnitz zugeordnet.
Gegen Ende des Zweiten Weltkriegs wurde die Region im Frühjahr 1945 von der Roten Armee besetzt. Das Dorf Gresonse wurde anschließend seitens der sowjetischen Besatzungsmacht der Volksrepublik Polen zur Verwaltung überlassen. Die einheimische Bevölkerung wurde in der darauf folgenden Zeit mit wenigen Ausnahmen von der polnischen Administration vertrieben.
Seit 1945 ist die Ortschaft der Gmina Zakrzewo im Powiat Złotowski der Woiwodschaft Großpolen angegliedert (bis 1998 Woiwodschaft Piła).

### Demographie
| Jahr | Einwohner | Anmerkungen                                                                                         |
| ---- | --------- | --------------------------------------------------------------------------------------------------- |
| 1766 | 115       | [ 10 ]                                                                                              |
| 1818 | 151       | adliges Dorf                                                                                        |
| 1852 | 237       | Dorf                                                                                                |
| 1864 | 275       | Dorf mit Gut (im Kommunalverbund miteinander), darunter 199 Evangelische und 67 Katholiken          |
| 1910 | 211       | am 1. Dezember, davon 136 Evangelische und 75 Katholiken; 38 Einwohner mit polnischer Muttersprache |
| 1925 | 317       | darunter 186 Evangelische, 129 Katholiken und zwei Einwohner ohne Angaben zum Glaubensbekenntnis    |
| 1933 | 235       | [ 15 ]                                                                                              |
| 1939 | 227       | [ 15 ]                                                                                              |

## Kirche
Die Protestanten der hier bis 1945 anwesenden Dorfbevölkerung gehörten zur evangelischen Pfarrei Flatow.
Auf dem Friedhof von Gresonse wurden zwei im frühen Kindesalter verstorbene Blüchersche Söhne beerdigt. Zum Gedenken des Feldmarschalls Blücher ließ Prinz Carl von Preußen 1863 neben deren Gräbern ein aus Marmor gefertigtes Denkmal in Gestalt eines Kreuzes errichten.

## Persönlichkeiten, deren Name mit dem Ort verbunden ist
- Gebhard Leberecht von Blücher (1742–1819), hatte hier 1774–1780 als preußischer Rittmeister a. D. und Pächter des Guts Gresonse sowie des benachbarten Guts Stewnitz seinen Wohnsitz[18]